# Phycomyces blakesleeanus
Phycómyces blakesleeánus (лат.) — вид зигомицетовых грибов, относящийся к роду Phycomyces.

## Описание
Гетероталличный (раздельнополый) вид. Спорангии и спорангиофоры видны невооружённым глазом, спорангиофоры асептированные, до 10 см длиной, образуются на субстратном мицелии, жёлто-коричневые в основании, ближе к верхушке зеленовато-серые или голубоватые, со временем становятся жёлто-коричневыми, 50—150 мкм и более толщиной; спорангии сначала неокрашенные или желтоватые, затем тёмно-оливково-зелёные до почти чёрных, шаровидные, 150—520 мкм в диаметре, с многочисленными спорами. Спорангиоспоры одноклеточные, яйцевидные до продолговато-эллиптических, толсто- и гладкостенные, с жёлто-оранжевым пигментом.
Зигоспоры образуются на поверхности и внутри субстрата, чёрные, шаровидные, 400—500 мкм в диаметре. Суспензоры языковидной формы, одинаковые, 150—200 мкм толщиной, ближе к основанию бесцветные до светло-коричневых, у зигоспоры более тёмные до чёрных.

## Значение
Phycomyces blakesleeanus использовался в качестве модельного организма для изучения влияния сигналов окружающей среды на рост. Обладает положительным фототропизмом, спорангиофоры гриба изгибаются в сторону света из ближнего ультрафиолетового и видимого синего диапазона и в сторону от дальнего ультрафиолетового света.

## История описания
Первоначально не выделялся из Phycomyces nitens (C.Agardh) Kunze, в 1925 году Ханс Эдмунд Николя Бургефф описал его в качестве самостоятельного вида, определив следующие отличия: более крупные зигоспоры и более мелкие спорангиоспоры.
Происхождение штамма Claussen (+), использованного Бургеффом при описании, и других ранних штаммов не установлено. Один из штаммов, хранившихся у А. Ф. Блексли, был выделен из кроличьего помёта.

## Синонимы
- Phycomyces nitens var. piloboloides Burgeff, 1912
- Phycomyces nitens var. plicans Burgeff, 1915